# Памятник Петру I (Шлиссельбург)
Па́мятник Петру́ I — скульптурный монумент, изображающий Петра I, установленный на пристани Шлиссельбурга, Ленинградская область.

## История
Памятник отлит по гипсовой модели, выполненной в 1872 году скульптором Марком Антокольским. Отливки с этой модели в разное время были установлены во многих городах России: в 1884 году первый экземпляр был установлен в Петергофе, за ним последовали памятник в Таганроге в 1903 году и два памятника в Санкт-Петербурге — у Сампсониевского собора в 1909 году и перед госпиталем Преображенского полка на Кирочной улице в 1910 году. В 1914 году ещё один экземпляр был установлен в Архангельске, в 1997 году он был увековечен на банкноте Банка России достоинством 500 000 рублей, с 1997 года с таким же дизайном выпускается банкнота в 500 рублей.
В 1957 году, в рамках празднования 250-летия Ленинграда была выполнена ещё одна отливка, которую установили в Петрокрепости, у пристани. Скульптура стала первым памятником царю, установленным в СССР с революции 1917 года.

## Описание
Памятник находится в Шлиссельбурге, возле речного порта, у пересечения улиц Новоладожский канал и Староладожский канал, вокруг памятника разбит сквер с дорожками и скамейками. Царь изображён в горделивой позе: правая нога скульптуры выступает вперёд, правая рука откинута и опирается на трость, в левой руке зажата подзорная труба. Он одет в парадный мундир Преображенского полка, треуголку и ботфорты, опоясан шарфом. Через плечо Петра перекинута лента ордена Андрея Первозванного, на левой стороне груди закреплена звезда ордена. На левом боку скульптуры — палаш в ножнах.